# Cyia Batten
Pour les articles homonymes, voir Batten.
Cyia Batten, née le 26 janvier 1972 à Locust Valley, Grand New York, est une actrice américaine.

## Biographie
Elle est vue dans Star Trek: Deep Space Nine et Star Trek: Voyager.

## Filmographie
- 2009 : Nip/Tuck : la fille du bar
- 2008 : Swingtown : Daphné
- 2007 : Killer Movie : Lee Tyson
- 2006 : La Guerre selon Charlie Wilson : Stacy
- 2006 : Massacre à la tronçonneuse : Le Commencement : Alex
- 2005 : Star Trek: Enterprise :  épisode "Bound", Fille d'Orion : "Navaar"
- 2004 : American Crime : Alice Prescott
- 2002 : Charlie's Angels 2 : Les anges se déchaînent ! : Pussycat Doll
- 2002 : Allumeuses ! : la go-go danseuse du club (non créditée)
- 2001 : Cookers : Dorena
- 2001 : Bubble Boy : une danseuse
- 2000 : Star Trek: Voyager, épisode La Course (Drive), Irina
- 1997 : Supersens : la serveuse punk
- 1995 : Star Trek: Deep Space Nine : épisodes "Indiscrétion" et "Retour en grâce", fille cachée de Gul Dukat, Tora Ziyal